# Coolenar Pool
Der Coolenar Pool ist ein See im Nordwesten des australischen Bundesstaates Western Australia. 
Der See liegt im Verlauf des De Grey River, direkt unter dem Great Northern Highway.